# José Fernando de Abascal y Sousa
José Fernando de Abascal y Sousa (3. června 1743 Oviedo – 30. června 1821 Madrid) byl španělský důstojník a politik, který v letech 1804 až 1816 zastával úřad místokrále Peru.
V roce 1762 nastoupil k vojsku, v roce 1775 se účastnil výpravy do Alžíru, v letech 1793 až 1796 se účastnil války Španělska proti První Francouzské republice, od roku 1796 byl guvernérem Kuby a bránil Havanu proti útoku britské flotily. V roce 1799 se stal guvernérem Nové Galicie a následně byl v roce 1804 jmenován místokrálem Peru, kam dorazil ovšem až v roce 1806. Zůstával věrný Španělsku, i když se od něj jiné kolonie odvracely, a finančně podporoval generální kortesy během válčení s Napoleonem. Ve správě místokrálovství byl víceméně nezávislý, dařilo se mu a získal oblibu obyvatel, nicméně boj proti povstalcům požadujícím nezávislost probíhal se střídavými úspěchy.
V roce 1816 byl králem Ferdinandem VII. odvolán z funkce a vrátil se zpět do Španělska, kde byl jmenován do Válečné rady a kde v roce 1821 zemřel.